# (35021) 1981 ER12
1981 ER12 (asteroide 35021) é um asteroide da cintura principal. Possui uma excentricidade de 0.08796700 e uma inclinação de 11.15866º.
Este asteroide foi descoberto no dia 1 de março de 1981 por Schelte J. Bus em Siding Spring.